# August Bräutigam
Johan August Bräutigam, född 30 mars 1871 i Göteborgs Kristine församling, död 9 juli 1970 i Göteborgs Oscar Fredriks församling, var en svensk affärsman och diplomat. Initiativtagare och medgrundare till Rotary och Odd Fellow i Göteborg.
August Bräutigam var Nicaraguas konsul i Göteborg under åren 1913-67, då uppdraget övergick till äldste sonen och vicekonsuln  Olof Bräutigam (1910-1977). 
August Bräutigam var äldste son till konditor Emil Bräutigam och Johanna Pettersson, och var sedan 1907 gift med Adèle Peterson, dotter till övermaskinist Adolf Peterson och Charlotta Nilsson. År 1883 emigrerade Bräutigam tolv år gammal till Bluefields i Nicaragua där han ägnade sig åt export av mahogny- och ebenholztimmer samt frukt och gummi till USA och Europa. Vid sekelskiftet flyttade August Bräutigam tillbaka till Göteborg där han grundade Remington Skrivbyrå AB och Nicaraguas konsulat i Göteborg. 
August Bräutigam har lämnat efter sig en rad berättelser från sin tid i Centralamerika som blev nedtecknade av hans son Olof Bräutigam.
August Bräutigam är begravd på Kvibergs kyrkogård i Göteborg.